# Jacek Zaremba
Jacek Zaremba (ur. 18 lipca 1936) – polski lekarz, profesor nauk medycznych, profesor zwyczajny Instytutu Psychiatrii i Neurologii w Warszawie, członek korespondent Polskiej Akademii Nauk, specjalista w zakresie genetyki, genetyki człowieka, genetyki klinicznej, neurogenetyki i neurologii.

## Życiorys
W 1992 prezydent RP Lech Wałęsa nadał mu tytuł naukowy profesora nauk medycznych. Został profesorem zwyczajnym Instytutu Psychiatrii i Neurologii w Warszawie oraz członkiem korespondentem Polskiej Akademii Nauk. Jest członkiem Wydziału V Nauk Medycznych PAN, Komitetu Genetyki Człowieka i Patologii Molekularnej PAN, Komitetu Nauk Neurologicznych PAN, Komitetu Bioetyki Prezydium PAN. Był zastępcą przewodniczącego Polskiego Towarzystwa Genetycznego, członkiem prezydium Komitetu Genetyki Człowieka i Patologii Molekularnej PAN, zastępcą przewodniczącego Komitetu Nauk Neurologicznych PAN, członkiem Komisji Etyki w Nauce Polskiej Akademii Umiejętności. Przez 5 lat był przewodniczącym międzynarodowego Komitetu Bioetycznego UNESCO.